# Marilyn Corson
Marilyn Corson, född 6 juni 1950 i Parry Sound i Ontario, är en kanadensisk före detta simmare.
Corson blev olympisk bronsmedaljör på 4 x 100 meter frisim vid sommarspelen 1968 i Mexico City.